# Symplocos banaensis
Symplocos banaensis är en tvåhjärtbladig växtart som beskrevs av André Guillaumin. Symplocos banaensis ingår i släktet Symplocos och familjen Symplocaceae. Inga underarter finns listade i Catalogue of Life.